# Pascal Dion
Pascal Dion (n. 8 august 1994, Montréal, provincia Québec, Canada) este un sportiv ce a reprezentat Canada, medaliat olimpic. A participat la 2 ediții ale Jocurilor Olimpice (2018, 2022) în care a câștigat o medalie de aur și o medalie de bronz.